# Bismarck, North Dakota
Bismarck är huvudstad i den amerikanska delstaten North Dakota och administrativ huvudort (county seat) i Burleigh County. Staden har fått sitt namn efter den tyske rikskanslern Otto von Bismarck. Vid 2020 års folkräkning hade Bismarck 73 622 invånare, vilket gör staden till delstatens näst största. Den är belägen i North Dakotas sydcentrala del, på Missouriflodens östra flodbank.

## Historia
Staden grundades 1872 som Edwinton, till ära av Edwin L. Johnson, som var en förespråkare för konstruerandet av en transkontinental järnväg. Tidigare samma år hade en militär utpost etablerats vid stadens nuvarande läge, för att skydda rallarna som arbetade med att bygga Northern Pacific Railway. Redan 1873 ändrades namnet till Bismarck i den tyske rikskanslerns ära, för att försöka få till stånd en tysk investering i järnvägen samt att locka till sig tyska invandrare. När järnvägen stod klar hade den bidragit stort till samhällets tillväxt. Även upptäckten av guldfyndigheter 1874 i de närbelägna Black Hills, bidrog till att Bismarck blev en utpost för guldgrävare.
År 1883 flyttades Dakotaterritoriets huvudstad från Yankton (i nuvarande South Dakota) till Bismarck. Staden kom att bli huvudstad i delstaten North Dakota 1889, då det tidigare territoriet delades och två nya amerikanska delstater bildades.

## Geografi
Enligt United States Census Bureau täcker staden en yta på 91,12 km², varav 1,29 km² utgörs av vatten.

## Demografi
Vid folkräkningen 2020 hade Bismarck 73 622 invånare och 30 833 hushåll. Befolkningstätheten var 820 invånare per kvadratkilometer. Av befolkningen var 84,72 % vita, 2,91 % svarta/afroamerikaner, 4,84 % ursprungsamerikaner, 1,31 % asiater, 0,42 % oceanier, 1,30 % från andra raser samt 4,50 % från två eller flera raser. 3,52 % av befolkningen var latinamerikaner.
Enligt en beräkning från 2019 har invånarna följande ursprung: tyskar (49,5 %), norrmän (17,9 %), irländare (6,7 %), ryssar (6,1 %), engelsmän (4,5 %), svenskar (2,9 %), amerikaner (2,9 %) och fransmän (2,1 %).